# الكأس الممتاز الليبي 1998
بطولة الكأس الممتاز الليبي 1998 هي النسخة الثانية من بطولة الكأس الممتاز الليبي، والنسخة الأولى من البطولة التي تقام بنظام المباراة الواحدة، وقد فاز فيها نادي المحلة بالكأس الوحيدة له. جرت هذه البطولة بين نادي المحلة بطل الدوري الليبي الممتاز [الإنجليزية] ونادي الشط بطل كأس الفاتح، وقد لُعبت المباراة على ملعب 11 يونيو في يوم 24 نوفمبر 1998 وانتهت بفوز المحلة على الشط بنتيجة 3–1.

## المباراة
| المحلة | 3–1 | الشط |
| ------ | --- | ---- |
|        |     |      |